# Panislamisme
Panislamisme er en politisk bevægelse, der kæmper for en muslimsk enhed under en islamisk stat eller et kalifat. Mens panarabisme kæmper for enheden og selvstændigheden af arabere uden at tage hensyn til religion, kæmper panislamisme for en selvstændig muslimsk enhed uafhængig af etnicitet.